# Вереб, Кристиан
Кристиан Вереб (венг. Veréb Krisztián; 27 июля 1977, Мишкольц — 24 октября 2020) — венгерский гребец на байдарке, бронзовый призёр Олимпийских игр 2000 года в Сиднее. Двукратный серебряный (2001, 2003) и бронзовый призёр чемпионата мира (1998, 2002).

## Биография
В 2000 году на Олимпийских играх в Сиднее пришёл третьим в гонке на байдарках-двойках на 1000 метров в паре с Кристианом Бартфаи.